# Джокер (фильм, 2019)
«Джо́кер» (англ. Joker) — американский психологический триллер 2019 года, десятый полнометражный фильм, снятый Тоддом Филлипсом по сценарию, написанному им совместно со Скоттом Сильвером. В фильме снимался Хоакин Феникс, а его вольные мотивы основаны на персонажах DC Comics, включая Джокера. Фильм повествует об Артуре Флеке, неудавшемся клоуне и начинающем стендап-комике, чьё падение в психическое заболевание и нигилизм достигает кульминации с появлением альтер-эго, известного как «Джокер», и вдохновляет на жестокую контркультурную революцию против богатых в разлагающемся Готэм-Сити. Роберт Де Ниро, Зази Битц и Фрэнсис Конрой появляются во второстепенных ролях. Распространяемый Warner Bros. Pictures, фильм Джокер был спродюсирован Warner Bros. Pictures и DC Films совместно с Village Roadshow Pictures, Bron Creative и Joint Effort.
Филлипс задумал Джокера в 2016 году и писал сценарий вместе с Сильвером в течение 2017 года. Они оба вдохновлялись исследованиями персонажей 1970-х годов и фильмами Мартина Скорсезе, в частности Таксист (1976) и Король комедии (1982); Скорсезе изначально был прикреплен к проекту как продюсер. Фильм вольно адаптирует элементы сюжета из Бэтмен. Убийственная шутка (1988) и Бэтмен. Возвращение Тёмного рыцаря (1986), но Филлипс и Сильвер в остальном не искали вдохновения в конкретных комиксах, и он не хотел, чтобы фильм был связан с какой-либо предыдущей непрерывностью фильмов о Бэтмене. Феникс присоединился в феврале 2018 года и был утверждён в июле, в то время как большая часть актёрского состава подписала контракт к августу. Основные съёмки проходили в Нью-Йорке, Джерси-Сити и Ньюарке с сентября по декабрь 2018 года. Джокер — первый игровой фильм о Бэтмене, получивший рейтинг R от Ассоциации кинокомпаний.
Премьера состоялась 31 августа 2019 года на 76-м Венецианском кинофестивале, где картина удостоилась главного приза — «Золотого льва». Однако после выхода в широкий прокат фильм получил от кинокритиков смешанные отзывы. Наиболее положительно были оценены актёрская игра Хоакина Феникса и музыка. Но чересчур мрачный тон, жестокие сцены насилия и то, как в фильме изображено психическое расстройство, критики встретили неоднозначно. Фильм вышел в прокат 4 октября 2019 года. Несмотря на отсутствие одобрения со стороны критиков, «Джокер» получил признание среди зрителей и собрал в мировом прокате более миллиарда долларов, что позволило ему занять седьмую строчку в списке самых кассовых фильмов 2019 года и стать самой кассовой в истории картиной категории R на то время, а также первым фильмом этого рейтинга, чьи сборы превысили миллиард долларов.
«Джокер» был номинирован на многие награды. На 92-й церемонии вручения премии «Оскар» фильм был представлен в одиннадцати номинациях, включая «Лучший фильм» и «Лучшая режиссура», и одержал победу только в двух: Хоакин Феникс удостоился премии «Оскар» в категории «Лучшая мужская роль», а композитор фильма Хильдур Гуднадоуттир получила статуэтку в категории «Лучшая музыка к фильму». Феникс и Гуднадоуттир также получили «Золотой глобус» и премию BAFTA. Кроме того, исполнитель главной роли был удостоен премии Гильдии киноактёров США в категории «Лучшая мужская роль». Также саундтрек к фильму был удостоен премии «Грэмми» и на 63-й церемонии вручения получил награду в номинации «Лучший саундтрек для визуальных медиа».
4 сентября 2024 года на 81-м Венецианском кинофестивале состоялась премьера картины «Джокер: Безумие на двоих», которая стала сиквелом фильма Джокер. Продолжение, Джокер: Безумие для двоих, было выпущено 4 октября 2024 года, но потерпело коммерческий и критический провал.

## Сюжет
Готэм-Сити, 1981 год. В городе бастуют коммунальные службы, царит безработица. Комик-неудачник по имени Артур Флек живёт со своей больной матерью Пенни. Он работает клоуном в небольшом агентстве развлечений и мечтает о карьере стендап-комика. Его кумиром является популярный телеведущий Мюррей Франклин, чьё вечернее шоу Артур с матерью смотрят каждый день. Неудавшийся комик представляет, как хорошо бы могла сложиться их встреча в реальности. Кроме того, Артур страдает от неврологического расстройства, которое заставляет его смеяться в напряжённых ситуациях. Чтобы подавлять такие приступы, Артуру приходится принимать сильнодействующие препараты, выдаваемые по рецептам сотрудницы социальной службы. После того, как банда хулиганов нападает на него в переулке, коллега Рэндалл даёт ему револьвер в качестве средства самообороны. Однажды Артур приглашает соседку, мать-одиночку Софи, на своё комедийное выступление в маленьком клубе, после чего они начинают встречаться.

Артур в клоунском наряде танцует в туалете после тройного убийства в метро. По словам режиссёра Тодда Филлипса, именно здесь родился тот самый Джокер

Во время представления в детской больнице револьвер Артура случайно выпадает из его кармана на глазах у маленьких зрителей. Об этом узнают в агентстве и Артура увольняют, а Рэндалл врёт начальству, что Артур пытался купить у него оружие. В метро, всё ещё в гриме клоуна, главный герой становится свидетелем того, как трое пьяных мужчин пристают к девушке. Артуром овладевает внезапный приступ смеха, переключивший внимание троицы. Воспользовавшись моментом, девушка покидает вагон, а хулиганы избивают Артура. Артур выхватывает револьвер, убивает двоих обидчиков и ранит третьего. Третий выскакивает на станции, но Артур настигает его у лестницы и разряжает в него остаток патронов. Кандидат в мэры Готэма, миллиардер Томас Уэйн (отец Брюса Уэйна), осуждает это преступление. Оказывается, убитые были менеджерами его корпорации. Уэйн называет тех, кто завидует более успешным людям, клоунами, и его слова приводят к массовым протестам. Протестующие надевают маски клоунов, одобряя убийство этой троицы. Тем временем из-за кризиса город сокращает финансирование программ социального обеспечения, оставляя Артура без необходимого ему лекарства.
Комедийное шоу Артура не пользуется успехом: исполнять шутки ему мешает неконтролируемый смех. Популярный ведущий вечернего ток-шоу Мюррей Франклин в своей телепередаче высмеивает Артура, показывая фрагмент его выступления, и издевательски называет Артура «джокером». Тем временем Артуру удаётся прочитать письмо, написанное его матерью, которое она попросила отправить Томасу Уэйну. Из письма следует, что Артур — незаконнорождённый сын Томаса Уэйна. Артур ругает мать за сокрытие правды. Он направляется в Уэйн-Мэнор для встречи с Уэйном и разговаривает там с маленьким сыном Томаса, Брюсом. Разговор прерывает дворецкий Уэйнов Альфред Пенниуорт. Артур просит его о встрече со своим отцом, но дворецкий утверждает, что Пенни психически больна и всё выдумала. После этих слов Артур нападает на Альфреда и убегает. После визита двух детективов из полиции Готэма, расследующих причастность Артура к убийствам в поезде, у матери Артура Пенни случается инсульт, с которым она попадает в городскую больницу; там её навещают Артур и Софи.
Под видом представителя обслуживающего персонала Артур проникает в здание Уэйн-Холл, встречается там с Томасом Уэйном, и тот подтверждает версию дворецкого, что Пенни бредит, а Артур на самом деле даже не её родной сын. Артур всё ещё не может в это поверить, у него начинается истерика, а впоследствии приступ смеха, спровоцировавший Томаса Уэйна к удару. Пытаясь установить истину, Артур приходит в лечебницу «Аркхем», уговаривает Клерка из регистратуры отдать ему личное дело матери, а после отказа просто забирает документы и убегает. Из этих документов выясняется, что Пенни усыновила Артура и позволяла своему сожителю жестоко его избивать, что однажды закончилось серьёзной травмой головы. Затем Артур без предупреждения появляется в квартире Софи. Испуганная соседка просит его уйти; в этот момент становится ясно, что их предыдущие встречи были лишь бредовыми фантазиями Артура. Он уходит, направляется в больницу к Пенни и убивает её, задушив подушкой.
На волне популярности кадров выступления Артура, которые вызвали неожиданный интерес у телезрителей, его приглашают выступить на шоу Мюррея. Неудачливый комик принимает приглашение, собираясь той же ночью совершить самоубийство в прямом эфире шоу. Во время подготовки к выступлению к нему приходят бывшие сослуживцы Гэри и Рэндалл, которые спрашивают о его самочувствии, на что Артур отвечает, что его самочувствие отлично, ибо он перестал пить таблетки. Они выражают соболезнования Артуру в связи со смертью матери, а Рэндалл параллельно пытается договориться относительно револьвера, который он отдал Артуру. Артур жестоко убивает Рэндалла, но оставляет в живых Гэри, как единственного из работников фирмы, кто всегда относился к нему хорошо. По пути в студию в поезде подземки, заполненном демонстрантами-клоунами, Артура преследуют два детектива. Один из них непреднамеренно стреляет в протестующих, начинаются беспорядки, и Артур уходит, пользуясь возникшим хаосом.
Перед началом шоу Мюррей тепло общается с Артуром, а тот просит ведущего, чтобы он представил его как Джокера. И вот Артур появляется в прямом эфире, осуществив мечту всей своей жизни; он начинает рассказывать несмешные шутки, а затем признаётся, что тех людей в поезде убил он и нисколько не раскаивается, потому что общество того заслуживает. Мюррей вступает с Артуром в дискуссию, но тот обвиняет ведущего в том, что он над ним издевается, и вместо заранее спланированного суицида убивает из револьвера самого ведущего, а затем обращается к телезрителям со словами из слогана шоу: «Такова жизнь». Полиция арестовывает Артура, зрители в панике покидают студию, а на улице вспыхивают беспорядки.
Один из протестующих врезается в полицейскую машину, перевозившую Артура, которого протестующие вытаскивают из машины и укладывают на капот. После того, как Артур пришёл в себя, он поднимается под крики толпы, кровью рисует на своём лице улыбку, после чего поворачивается к протестующим и кружится в ликующем танце. Наконец-то Джокер становится в глазах толпы героем и получает то признание, которого так желал всю свою жизнь.
Уэйн с женой и сыном, выходя из кинотеатра, пробираются по неспокойным улицам Готэма. Они сворачивают в тихий переулок, но там их настигает один из протестующих. Он убивает Томаса Уэйна и его жену Марту, оставив в живых их сына Брюса.
В конце фильма Артур, помещённый в палату лечебницы «Аркхем», смеётся. Женщина-психиатр спрашивает его, почему он это делает. Артур отвечает, что придумал шутку. На просьбу рассказать её он отвечает «Вы не поймёте», после чего начинает напевать музыкальную тему шоу Мюррея (That’s Life). В следующей сцене Артур выходит в коридор, оставляя на полу кровавые следы. Вероятно, убив врача, он уходит от преследующих его санитаров.

## Актёрский состав
| Актёр               | Роль                     |
| ------------------- | ------------------------ |
| Хоакин Феникс       | Артур Флек / Джокер      |
| Роберт Де Ниро      | Мюррей Франклин          |
| Зази Битц           | Софи Дюмон               |
| Фрэнсис Конрой      | Пенни Флек (мать Артура) |
| Бретт Каллен        | Томас Уэйн               |
| Билл Кэмп           | детектив Гаррити         |
| Шей Уигем           | детектив Берк            |
| Гленн Флешлер       | Рэндалл                  |
| Ли Гилл             | Гари                     |
| Джош Пэйс           | Хойт Вон                 |
| Марк Марон          | Джин Уфланд              |
| Джастин Теру        | Итан Чейз                |
| Брайан Тайри Генри  | Карл                     |
| Брайан Каллен       | Хавьер                   |
| Дуглас Ходж         | Альфред Пенниуорт        |
| Данте Перейра-Олсон | Брюс Уэйн (сын Томаса)   |

Хоакин Феникс в этом фильме играет психически больного и обедневшего стендап-комика Артура Флека, игнорируемого обществом. В результате жестокого обращения социума с ним, Артур стал нигилистическим преступником. Феникс с 2014 года хотел сыграть в малобюджетном фильме, который бы деконструировал какого-нибудь персонажа комикса. Ради этой роли Хоакин сбросил 24 килограмма, питаясь одними яблоками раз в день, и месяцами репетировал смех Джокера, смотря видео с психически нездоровыми людьми. Он также стремился показать своего персонажа так, чтобы люди не сравнивали его с предыдущими версиями Джокера в кино; Феникс для подготовки даже прочитал книгу про политические убийства, чтобы понять убийц и их мотивы. Режиссёр Тодд Филлипс сказал, что намеренно оставил неясным вопрос о том, является ли Артур Флек настоящим Джокером или же вдохновляет какого-то отдельного персонажа на подобные злодеяния. Сам артист считает Флека самым первым Джокером.
Роберт Де Ниро исполняет роль ведущего Мюррея Франклина, который ведёт собственную телепередачу «В прямом эфире с Мюрреем Франклином». Он сыграл одну из ключевых ролей в падении Артура как человека. По словам Де Ниро, исполняя роль Мюррея Франклина, он тем самым отдаёт дань уважения своему персонажу Руперту Папкину из фильма Мартина Скорсезе «Король комедии», который, так же как и Артур, являлся комиком и фанатом ведущего ток-шоу.
Зази Битц играет Софи Дюмон — циничную мать-одиночку и «любовь» Артура Флека. Битц является большой поклонницей Хоакина Феникса и заявила, что для неё было «честью» сниматься вместе с ним. Зази рассказала, что во время съёмок она многому у него научилась.
Фрэнсис Конрой сыграла мать Артура, Пенни Флек. Её персонаж — психически нездоровая и физически больная женщина, ранее работавшая на Томаса Уэйна. Канадская актриса Ханна Гросс сыграла молодую Пенни Флек.
Кроме того, в фильме присутствует Томас Уэйн в исполнении Бретта Каллена. В отличие от комиксов, в «Джокере» Томас баллотируется в мэры Готэма, играет одну из ключевых ролей в происхождении персонажа и куда менее положителен, чем предыдущие его воплощения на экране. Первоначально на роль Уэйна был взят Алек Болдуин, но тот сразу ушёл с проекта из-за конфликтов в расписании. Роль жены Томаса Уэйна, Марты Уэйн, исполняет Кэрри Луиза Путрелло, но её персонаж особой роли в сюжете не играет и не упоминается по имени. Дворецкого семьи Уэйнов, Альфреда Пенниуорта, играет Дуглас Ходж, а юного Брюса Уэйна, будущего заклятого врага Джокера, — Данте Перейра-Олсон.
В фильме имеются и другие второстепенные персонажи, но они либо эпизодические, либо играют менее заметную роль: коллеги Артура по работе Рэндалл, Гари и Хавьер (Гленн Флешлер, Ли Гилл, Брайан Каллен), детективы Гаррити и Бёрк, расследующие тройное убийство в метро (Билл Кэмп, Шей Уигем), продюсер телешоу Мюррея Франклина Джин Уфланд (Марк Марон), агент Артура и управляющий клубом «Ха-ха» Хойт Вон (Джош Пэйс), клерк в больнице Аркхем (Брайан Тайри Генри), троица сотрудников компании Уэйна, погибших от рук Артура в подземке (Бен Уорхейт, Майкл Бенц, Карл Лундстедт) и комик, выступавший во время первого появления Артура в стендап-клубе (Гэри Гулман). Джастин Теру сыграл небольшое камео в роли Итана Чейза — знаменитого гостя, приглашённого на шоу Мюррея.

## Производство

### Идея

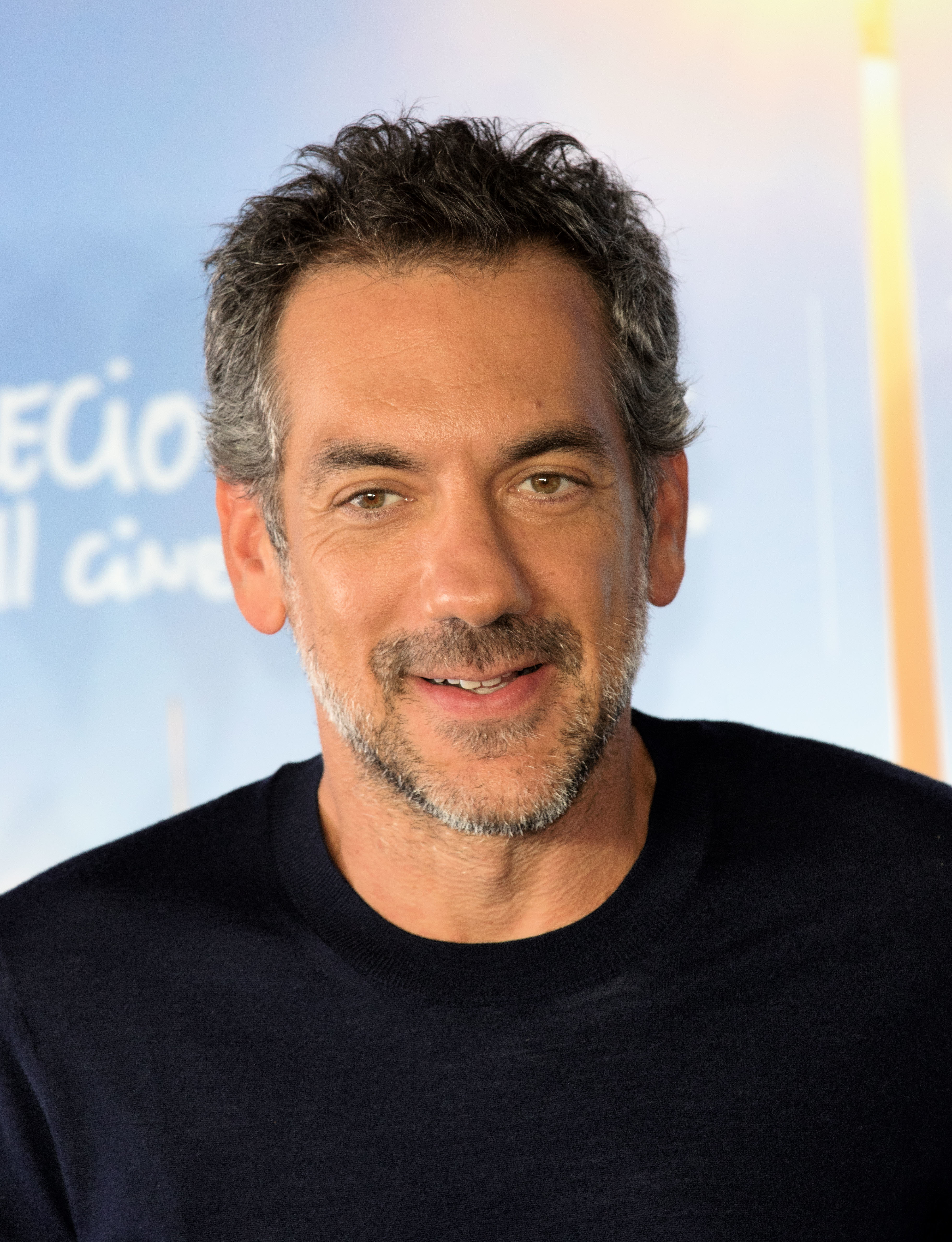
Тодд Филлипс, режиссёр, сценарист и продюсер «Джокера»

Ещё в 2014—2015 годах Хоакин Феникс выразил интерес сыграть роль в малобюджетном фильме, который бы глубоко раскрывал злодея из комиксов, наподобие Джокера. Ранее Фениксу предлагали сыграть в Кинематографической вселенной Marvel Доктора Стрэнджа, но тот отказался из-за того, что должен был играть своего персонажа в нескольких фильмах. Впоследствии Хоакин передумал играть Джокера посчитав, что актёры игравшие злодея до него уже полностью раскрыли потенциал персонажа. Агент Феникса предлагал актёру провести встречи с Warner Bros. для обсуждения его роли, но тот отказался, как и от идеи сыграть Джокера. В свою очередь, Тодд Филлипс был противоположного мнения и всегда считал, что из Джокера можно было создать непохожий и более приземлённый фильм по комиксам. Он был заинтересован этим персонажем потому что точной и окончательной предыстории Джокера нет, что дало ему творческую свободу. Однако снимать фильм по комиксам Тодд не особо хотел — для него они были слишком «вычурными» и неинтересными.
Тем не менее Тодд Филлипс предложил идею фильма «Джокер» студии Warner Bros. после премьеры его биографической драмы «Парни со стволами» 2016 года. До «Парней со стволами» Тодд был известен своими комедийными фильмами: «Дорожное приключение» (2000), «Старая закалка» (2003) и трилогия «Мальчишник в Вегасе» (2009—2013). «Парни со стволами» представляли собой драму с элементами комедии и криминала, основанную на реальной истории о двух двадцатипятилетних парнях из Майами, умудрившихся получить в Пентагоне контракт на 300 млн долларов на поставку оружия. Во время премьеры Филлипс понял, что «Парни со стволами» не получат широкого успеха и стал размышлять, что же сможет по-настоящему привлечь внимание зрителей. Вместе с идеей своего будущего фильма он также предложил DC Films и Warner Bros. снимать малобюджетные фильмы с обособленным от Расширенной вселенной DC сюжетом, чтобы таким образом отличаться от конкурирующей студии, Marvel Studios. После успешного выхода «Чудо-женщины» DC стали позитивнее смотреть на Киновселенную DC, несмотря на провалы. В августе 2017 года Warner Bros. и DC назначили Тодда Филлипса режиссёром, продюсером и одним из сценаристов фильма, а также были приглашены Мартин Скорсезе и Скотт Сильвер как продюсер и один из сценаристов «Джокера».
По словам журналистов Ким Мастерс и Бориса Кита из The Hollywood Reporter, Джаред Лето, игравший Джокера в «Отряде самоубийц» в Расширенной вселенной DC, был недоволен существованием фильма, несвязанного с сыгранным им персонажем. В октябре 2019 года Ким заявил, что Лето расстроился и почувствовал себя «отчуждённым», когда узнал, что Warner Bros., обещавшая ему отдельный фильм по Джокеру в рамках Киновселенной DC, позволила Филлипсу перенять его проект. Раздражение Лето было так велико, что он просил своего музыкального продюсера Ирвинга Азоффе посодействовать отмене проекта. Мастерс добавил, что именно досада Лето была причиной его ухода из англ. Creative Artists Agency, CAA, поскольку актёр считал, что «его агенты должны были рассказать ему о проекте Филлипса раньше и сильнее ратовать за его версию Джокера». Несмотря на это, источники, связанные с Лето, отрицают его попытки саботировать съёмки «Джокера» и связь его ухода из САА с этим фильмом.
Студия Warner Bros. долгое время убеждала Филлипса взять на главную роль Леонардо Ди Каприо, чтобы привлечь Мартина Скорсезе, с которым Ди Каприо часто работает. Но Филлипс видел в роли Джокера только Хоакина Феникса. Даже сценарий был написан именно под него. «Цель никогда не состояла в том, чтобы ввести Хоакина Феникса во вселенную комиксов. Цель состояла в том, чтобы ввести фильмы по комиксам во Вселенную Хоакина Феникса» — говорил режиссёр. Феникс сказал, что когда он узнал о фильме, он был взволнован, потому что это был тот тип фильма, в котором он хотел сняться. Он описывал его как уникальный проект и заявлял, что это будет не типичный «студийный фильм». Ему потребовалось некоторое время, чтобы согласиться на эту роль, так как она пугала его. «Часто в этих фильмах есть эти упрощённые архетипы, позволяющие зрителю дистанцироваться от персонажа, точно так же, как мы бы сделали это в реальной жизни, где легко навесить на кого-то ярлык злодея и сказать: „Ну, я не такой“», — говорил Феникс.

### Сценарий
С того момента, как мы закончили сценарий, прошёл год. После я передал его совершенно другой команде. Было куча препятствий, и я проклинал их в своей голове каждый день. Но потом я стал на это смотреть с оптимизмом, думая, что они скажут: «Они довольно смелые, что сделали это».
Филлипс и Сильвер писали сценарий к «Джокеру» на протяжении всего 2017 года. По словам продюсера Эммы Тиллинджер Коскофф, потребовалось некоторое время, чтобы получить одобрение сценария от студии Warner Bros., отчасти из-за многочисленных сцен насилия. Точно так же Филлипс отметил, что во время написания сценария к фильму было множество трудностей по видению самого персонажа. По словам Тодда, фильм не задуман как политический, хотя темы сценария могут отражать современное общество, которое также затрагивает и политику. Несмотря на то, что Джокер уже много раз появлялся в фильмах до этого, Филлипс считал возможным создать полностью новую историю с участием Джокера. «Это просто ещё одна интерпретация, как люди делают интерпретации Макбета» — сказал режиссёр газете The New York Times.
Создавая сценарий, Тодд Филлипс черпал вдохновение с таких фильмов Мартина Скорсезе, как «Таксист», «Бешеный бык» и «Король комедии», также были взяты некоторые наработки с трилогии «Мальчишника в Вегасе». Другими фильмами, которыми Тодд вдохновлялся при написании сценария, были несколько мюзиклов, немой фильм «Человек, который смеётся», «Серпико» и «Пролетая над гнездом кукушки». Филлипс говорил, что несмотря на мрачность повествования, он не считает «Джокера» чем-то отличающимся от своих предыдущих работ вроде его «Мальчишника в Вегасе». При создании сценария также была взята основа комикса «Batman: The Killing Joke», в которой Джокер изображён как неудачник, пытающийся стать стендап-комиком, но, по заявлениям Тодда, фильм «не копирует комиксы». «Мы даже не делаем Джокера, мы рассказываем историю о том, как стать Джокером», — сказал режиссёр. Позже Филлипс пояснил, что он вместе со Скоттом Сильвером не вдохновлялись каким-либо комиксом, а скорее «выбирали то, что им нравилось» из истории персонажа. Режиссёр также брал истории из жизни Нью-Йорка 1980-х годов, в котором он вырос. В частности, в сценарий был добавлен эпизод с расстрелом трёх людей, который действительно произошёл в Нью-Йоркском метро 1984 года. Сам же персонаж, Артур Флек, частично основан на главном виновнике того эпизода, Бернарде Гетце.
Филлипс и Сильвер проигнорировали одну из самых распространённых версий предыстории Джокера, в которой персонаж упал в чан с кислотой, после чего был обезображен. Они сочли её слишком нереалистичной. Вместо этого они использовали некоторые элементы характера Джокера, чтобы создать совершенно оригинальную предысторию, которую Тодд хотел максимально подлинно прочувствовать. Поскольку у главного противника Бэтмена нет чёткой и окончательной истории происхождения в комиксах, Тодд и Скотт получили творческую свободу и часто «подталкивали друг друга каждый день, чтобы придумать что-то совершенно безумное». Тем не менее сценаристы пытались сохранить неоднозначность происхождения персонажа, позиционируя Артура Флека как «ненадёжного рассказчика» в конце фильма — целые сюжетные линии просто были заблуждениями и оставили неясным, какими психическими заболеваниями он страдает. Таким образом, Филлипс сказал, что весь фильм открыт для размышлений и обсуждений.

### Предпроизводство
После провала «Лиги Справедливости» 2017 года как по отзывам критиков, так и по кассовым сборам, в январе 2018 года Уолтер Хамада заменил Джона Бёрга на посту главы производства фильмов от DC Films. Хамада принялся за тотальную сортировку фильмов DC, некоторые были отменены или заморожены. Съёмки фильма «Джокер» должны были начаться в конце 2018 года с небольшим бюджетом в 55 млн долларов. По заявлениям Ким Мастерс из The Hollywood Reporter, студия Warner Bros. не хотела, чтобы фильм выходил как можно быстрее, и именно поэтому бюджет оказался довольно скромным. К июню Роберт Де Ниро уже рассматривался на роль второго плана в «Джокере». С Хоакином Фениксом окончательно договорились в июле 2018 года, после четырёх месяцев уговоров с Тоддом Филлипсом. Сразу же после согласия с Фениксом, Warner Bros. дали фильму зелёный свет на производство. Фильм был назван как «Джокер», а дату выхода назначили на 4 октября 2019 года. Warner Bros. описала «Джокера» как «исследование человека, игнорируемого обществом, [которое] является не только исследованием характера, но и предостерегающей историей».
Давняя партнёрша Мартина Скорсезе Эмма Тиллинджер Коскофф присоединилась к продюсированию фильма, а сам Скорсезе отказался выступать продюсером «Джокера» из-за некоторых обстоятельств. Мартин хотел стать исполнительным продюсером картины, но оставил этот пост из-за занятости над своим фильмом «Ирландец». Также было подтверждено, что лента не имеет никакой связи с Джокером Джареда Лето и с фильмами по Расширенной вселенной DC. В июле к проекту присоединилась Зази Битц, а Де Ниро вступил в переговоры в августе. Первоначально мать Артура Флека должна была сыграть Фрэнсис Макдорманд, но та отклонила предложение, поэтому на эту роль пригласили Фрэнсис Конрой. В конце июля к актёрскому составу присоединилось ещё два актёра — Марк Марон и Брайан Каллен. На роль Томаса Уэйна был взят Алек Болдуин, но 27 августа Алек выбыл с проекта из-за конфликта в расписании.

### Съёмки

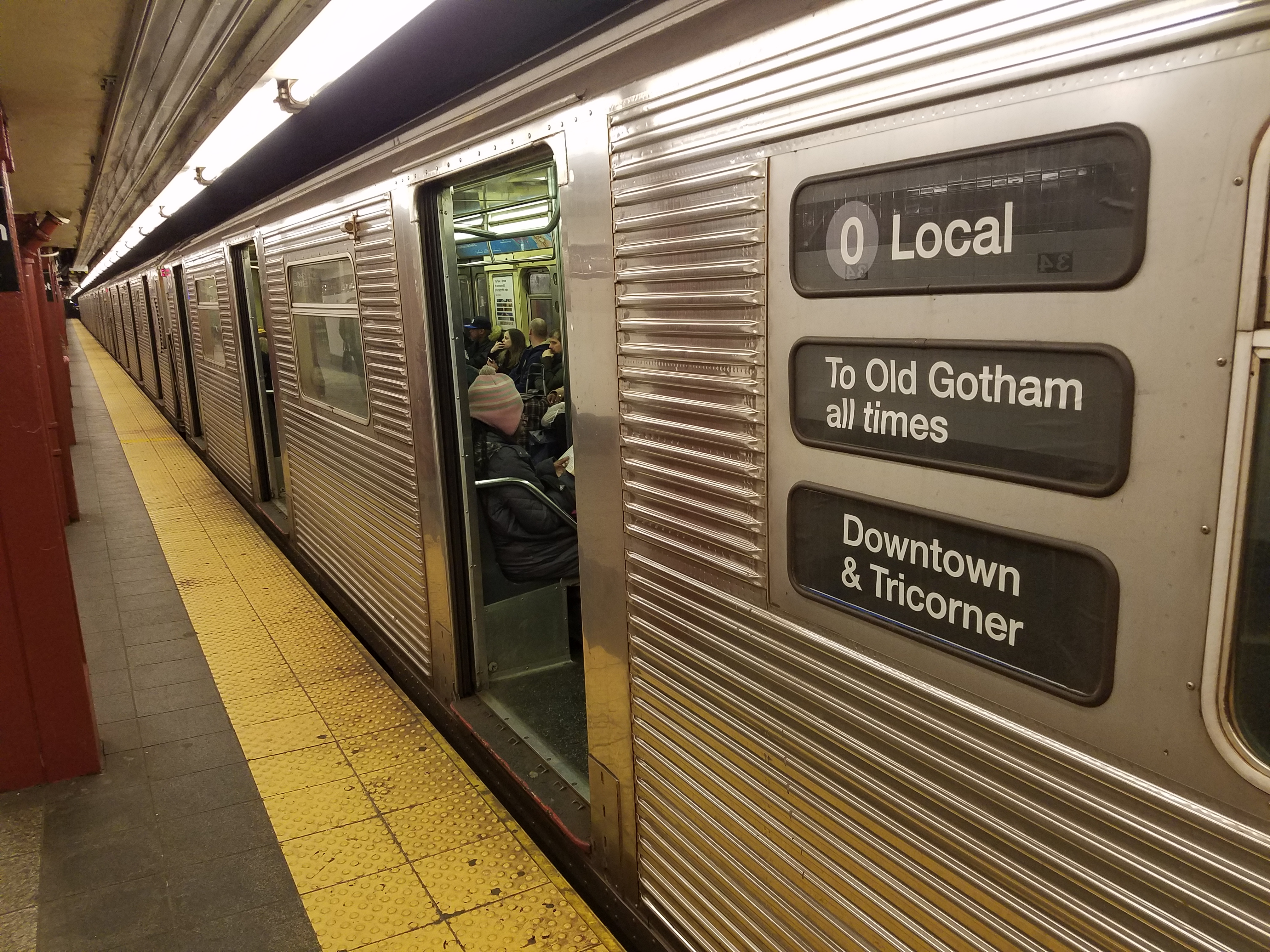
Именно в этом поезде снимались сцены фильма в метро

Основные съёмки фильма начались в сентябре 2018 года в Нью-Йорке. Рабочее название картины было «Ромео» (англ. Romeo). Вскоре после начала съёмок было объявлено, что к проекту присоединились Роберт Де Ниро, Бретт Каллен, Ши Уигхэм, Гленн Флешлер, Билл Кэмп, Джош Пэйс и Дуглас Ходж, а Бретт Каллен заменил Алека Болдуина. Брэдли Купер стал одним из продюсеров «Джокера», а Лоуренс Шер — оператором; Шер также сотрудничал с Тоддом Филлипсом ещё до «Джокера». 22 сентября на станции Черч-авеню в Кенсингтоне, Бруклине, была отснята сцена бурного протеста. Станцию пришлось видоизменить, чтобы она могла выглядеть как станция Бедфорд-парк-бульвар в Бронксе. Съёмки сцен насилия проходили на заброшенной нижней платформе станции Девятая авеню в Сансет-Парке, Бруклине.
По словам Зази Битц, Тодду Филлипсу пришлось переписывать сценарий прямо во время съёмок, потому что Хоакин Феникс потерял так много веса, что не было возможности для пересъёмки. Она вспоминала: «Мы заходили в трейлер Тодда и писали сцену всю ночь, а потом снимали её. Мы старались запоминать всё во время нанесения грима, затем снимали, а потом переснимали сцены через три недели». Филлипс рассказывал, что во время съёмок Хоакин мог уйти прямо со съёмочного процесса и пропасть на неопределённый срок, потому что терял контроль над собой и ему нужно было собраться. Де Ниро был одним из немногих людей на съёмочной площадке, от кого Феникс никогда не уходил. По словам Роберта, актёр был «очень напряжён в том, что он делал».
Оператор ленты Лоуренс Шер говорил, что одна из сцен фильма, где Артур залезает в холодильник, была чистой импровизацией Феникса. По его словам, съёмочная группа понятия не имела, зачем он залез в холодильник, и просто установила две камеры. Данный момент был едва ли не единственным, когда артист импровизировал, чтобы заставить работать сцену фильма по максимуму. Но это был не единственный момент, когда Хоакин играл экспромтом — танец в туалете после тройного убийства в метро и разговор с самим собой, закончившийся случайным выстрелом из револьвера, были придуманы Фениксом.
Съёмки в Джерси-Сити начались 30 сентября. Для производства фильма закрыли Ньюарк-авеню, а во время самих съёмок с 9 ноября, перекрыли и Бульвар Кеннеди. 13 октября команда переехала в Ньюарк и продолжала снимать три дня. Незадолго до съёмок в Ньюарке организация «SAG-AFTRA» получила жалобу на то, что участники массовки были заперты в вагонах метро более чем на три часа во время съёмок в Бруклине, а это является серьёзным нарушением. Этот вопрос был быстро решён после того, как представитель организации посетил съёмочный павильон. В том же месяце актёр Данте Перейра-Олсон присоединился к актёрскому составу в роли юного Брюса Уэйна. Ши Уигхэм сказал, что к концу октября уже была снята половина фильма, добавив, что это были «интенсивные» и «невероятные» съёмки. К середине ноября съёмочная группа вернулась в Нью-Йорк. Съёмки фильма были официально завершены 3 декабря 2018 года, об этом Тодд Филлипс поделился у себя в Instagram.

### Постпроизводство
Тодд Филлипс подтвердил, что «Джокер» находится на стадии монтажа и редактирования в марте 2019 года. В следующем месяце на «CinemaCon» Тодд заявил, что фильм «всё ещё набирает форму» и его трудно обсуждать, пытаясь сохранить производство картины в секрете. Режиссёр отрицал большинство сообщений, связанных с «Джокером», которые, по его мнению, были связаны с тем, что это «история происхождения персонажа, которая не имеет окончательного происхождения». Единственная информация, которая подтвердилась — Брайан Тайри Генри был подтверждён на одну из ролей в фильме. Визуальные эффекты были сделаны на студиях «Scanline VFX» и «Shade VFX» и контролировались Мэтью Джампой и Брайаном Годвином, а также с Эрвином Ривера в качестве общего руководителя.
Из фильма была вырезана только одна сцена, в которой Софи Дюмон наблюдает за появлением Артура Флека в образе Джокера на шоу Мюррея Франклина. Сцена должна была показать, что персонаж всё ещё жив (фильм подразумевает, что в одной из сцен Артур её убил), но Филлипс посчитал, что это нарушит повествование от лица Артура.
Окончательный бюджет фильма составил 55-70 млн долларов, что, по мнению журнала The Hollywood Reporter, было весьма маленькой суммой для фильма на основе комиксов. В качестве сравнения, журнал привёл один из предыдущих фильмов DC, «Отряд Самоубийц». Его стоимость составила 175 млн долларов. 25 млн бюджета «Джокера» были покрыты канадской финансовой компанией «Creative Wealth Media», в то время как «Village Roadshow Pictures» и «Bron Studios» внесли по 25 %. «Джокер» стал первым фильмом во вселенной Бэтмена, получившим рейтинг R из-за «жестокого и кровавого насилия и тревожного повествования».

### Музыка
В августе 2018 года исландский композитор Хильдур Гуднадоуттир была назначена главным композитором фильма. Хильдур начала писать музыку к «Джокеру» после прочтения сценария и встречи с Тоддом Филлипсом, у которого «было много сильных идей и мыслей» о том, как, по его мнению, должен звучать саундтрек. Параллельно над работой над «Джокером», она также была композитором мини-сериала «Чернобыль»; впоследствии Хильдур рассказывала, что работать сразу над двумя фильмами было непросто, потому что произведения были очень разными. В фильме присутствуют хиты 60-70-х годов, в частности «That’s Life» и «Send In the Clowns» Фрэнка Синатры, «White Room» рок-группы Cream, «Rock and Roll Part 2» Гари Глиттера. Использование последней композиции вызвало споры, когда появилась информация, что Гари Глиттер может получить гонорар за появление в фильме, но позже было подтверждено, что певец этого не сделает. Саундтрек был выпущен 2 октября 2019 года лейблом WaterTower Music и получил признание среди критиков и слушателей. За свою работу Хильдур получила премии «Золотой глобус» и «Оскар» за лучшую музыку к фильму, став первой женщиной-композитором, победившей в этой категории.
| №                   | Название                      | Длительность |
| ------------------- | ----------------------------- | ------------ |
| 1.                  | «Hoyt's Office»               | 1:24         |
| 2.                  | «Defeated Clown»              | 2:39         |
| 3.                  | «Following Sophie»            | 1:33         |
| 4.                  | «Penny in the Hospital»       | 1:18         |
| 5.                  | «Young Penny»                 | 2:01         |
| 6.                  | «Meeting Bruce Wayne»         | 4:35         |
| 7.                  | «Hiding in the Fridge»        | 1:23         |
| 8.                  | «A Bad Comedian»              | 1:28         |
| 9.                  | «Arthur Comes to Sophie»      | 1:39         |
| 10.                 | «Looking for Answers»         | 0:51         |
| 11.                 | «Penny Taken to the Hospital» | 1:49         |
| 12.                 | «Subway»                      | 3:33         |
| 13.                 | «Bathroom Dance»              | 2:08         |
| 14.                 | «Learning How to Act Normal»  | 1:17         |
| 15.                 | «Confession»                  | 1:29         |
| 16.                 | «Escape from the Train»       | 2:31         |
| 17.                 | «Call Me Joker»               | 4:48         |
| Общая длительность: | Общая длительность:           | 36:26        |

| №                   | Название                               | Длительность |
| ------------------- | -------------------------------------- | ------------ |
| 1.                  | «The Live! with Murray Franklin Theme» | 0:51         |
| 2.                  | «If You're Happy and You Know It»      | 1:23         |
| 3.                  | «That's Life [Instrumental Version]»   | 2:49         |
| 4.                  | «Smile [Instrumental Version]»         | 0:33         |
| Общая длительность: | Общая длительность:                    | 4:56         |

| №   | Название                          | Автор(ы)                               | Длительность |
| --- | --------------------------------- | -------------------------------------- | ------------ |
| 1.  | «Send In the Clowns»              | Фрэнк Синатра                          | 4:11         |
| 2.  | «Everybody Plays the Fool»        | The Main Ingredient                    | 3:22         |
| 3.  | «If You’re Happy and You Know It» | Хаим Тененбаум                         | 1:24         |
| 4.  | «Here Comes the King»             | Стив Кармен                            | 2:31         |
| 5.  | «Slap That Bass»                  | Фред Астер                             | 4:57         |
| 6.  | «My Name Is Carnival»             | Джексон Си Фрэнк                       | 4:20         |
| 7.  | «Rooftop»                         | Хильдур Гуднадоуттир, Йохан Йоханнссон | 2:42         |
| 8.  | «The Moon Is A Silver Dollar»     | Лоренс Велк                            | 3:05         |
| 9.  | «Temptation Rag»                  | Клод Боллинг                           | 3:25         |
| 10. | «Smile»                           | Джимми Дуранте                         | 3:28         |
| 11. | «That’s Life»                     | Фрэнк Синатра                          | 3:08         |
| 12. | «Rock and Roll Part 2»            | Гари Глиттер                           | 3:14         |
| 13. | «Spanish Flea»                    | Ray Davies and His Button Down Brass   | 2:07         |
| 14. | «White Room»                      | Cream                                  | 4:59         |
| 15. | «Murray's Theme»                  | Джадсон Крейн и Марк С. Холлингсворт   | 0:52         |
| 16. | «Murray's Late Night»             | Билл О'Коннелл                         | 2:31         |

## Выпуск

### Маркетинг
Тодд Филлипс продвигал фильм, публикуя фотографии со съёмочного процесса на своём Instagram. 21 сентября 2018 года Тодд опубликовал тестовые кадры с Хоакином Фениксом в образе Джокера под песню «Laughing» группы The Guess Who. На «CinemaCon» 2 апреля 2019 года Филлипс представил первый трейлер «Джокера», который был залит в интернет уже на следующий день. Трейлер, на котором выделилась песня «Smile» в исполнении Джимми Дуранте, получил положительный отклик от зрителей, некоторые комментаторы сравнивали его с «Таксистом» и «Реквиемом по мечте», а также похвалили появление Хоакина Феникса. Однако критики описали трейлер как чересчур тёмный, Дженна Андерсон с ComicBook.com считала, что это скорее психологический триллер, чем фильм по комиксам. В свою очередь, актёр Марк Хэмилл, озвучивавший Джокера в мультсериале «Бэтмен» 1992 года и в серии игр «Batman: Arkham», выразил свой энтузиазм в Твиттере. Критик Жермен Люссье сказал, что в трейлере было показано очень мало действий, однако отметил огромный потенциал «Джокера». За первые несколько часов после выпуска, трейлер набрал более восьми млн просмотров на YouTube.
25 августа 2019 года Филлипс выпустил шесть коротеньких тизеров, которые содержали кадры будущего нового трейлера. В тизерах сообщалось, что второй трейлер будет выпущен 28 августа. Режиссёр Кевин Смит похвалил трейлер, заявив, что, по его мнению, фильм «всё равно удастся» и похвалил его уникальность. В целом на продвижение «Джокера» и его рекламу, студия Warner Bros. потратила около 120 млн долларов, больше чем бюджет самого фильма.

### Премьера

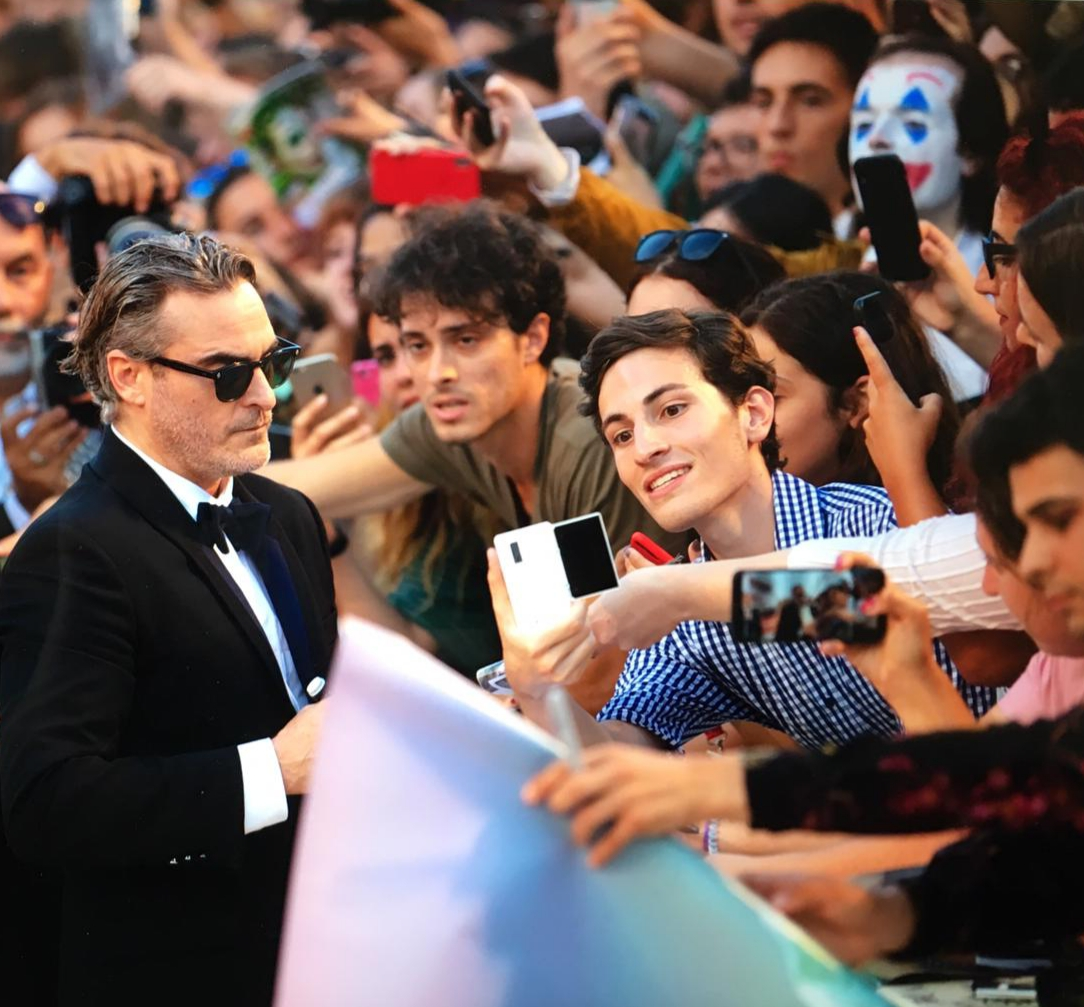
Хоакин Феникс (слева) на премьере «Джокера» на 76-м Венецианском кинофестивале

Премьера «Джокера» состоялась на 76-м Венецианском кинофестивале 31 августа 2019 года, где фильм был встречен восьмиминутной стоячей овацией и по итогам фестиваля выиграл главный приз, «Золотого льва», и награду за саундтрек. Затем его показали на Международном кинофестивале в Торонто 9 сентября. Выход «Джокера» в широкий прокат же состоялся 4 октября в США, а днём ранее — в России, Австралии и ряде других стран. 16 ноября «Джокера» показали в Белом доме для Президента США Дональда Трампа — он был в полном восторге от фильма. После того, как картина была номинирована на различные премии, фильм вновь показывался во всех кинотеатрах с 17 января 2020 года.

#### Вопросы по безопасности
18 сентября 2019 года Армия США распространила электронное письмо, предупреждающее членов службы о возможном насилии в кинотеатрах, показывающих фильм, отметив популярность персонажа Джокера среди инцелов. В отдельном меморандуме сообщалось, что армия получила «достоверную» информацию от правоохранительных органов Техаса о нападении на неизвестный кинотеатр во время премьеры «Джокера». Однако ФБР, Deadline Hollywood и Министерство внутренней безопасности США не обнаружили никаких достоверных угроз, связанных с выпуском картины.
В интервью TheWrap Тодд Филлипс выразил удивление критикой мрачного тона фильма, заявив, что «возмущение — это такой пиар», и назвав критиков фильма «крайне левыми». Хоакин Феникс вообще покинул интервью газете The Telegraph, когда его спросили, может ли фильм вдохновить серийных убийц. Позже он вернулся, но на вопрос Хоакин так и не ответил. После этого журналистов отстранили от участия на премьере в китайском театре TCL. Только фотографам было разрешено взаимодействовать с создателями и актёрами «Джокера». Один из сотрудников студии Warner Bros. в интервью Variety сказал, что «слишком много уже было сказано про Джокера, и мы просто чувствуем, что пришло время людям посмотреть фильм».
«Джокер» не был показан в кинотеатре Орора, Колорадо, где в 2012 году произошло массовое убийство во время премьеры фильма «Тёмный рыцарь: Возрождение легенды». Три семьи погибших, а также мать свидетеля трагедии, подписали письмо в студию Warner Bros. с просьбой не показывать его. Кроме того, кинотеатры Landmark запретили кинозрителям носить на премьере костюмы и гримы Джокера из фильма, а полицейские департаменты Лос-Анджелеса и Нью-Йорка охраняли сеансы «Джокера», несмотря на то, что они так и не получили какой-то «конкретной угрозы».

### Выход на носители
«Джокер» был выпущен на цифровых носителях 17 декабря 2019 года, а 7 января следующего года — на DVD, Blu-Ray и Ultra HD Blu-Ray. Премьера на американском телевидении состоялась 16 мая 2020 года на канале HBO, на стриминговом сервисе HBO Max — 27 мая. Премьерный телевизионный показ «Джокера» в России прошёл 23 мая в 21:05 с рейтингом «16+» на канале «СТС».

## Восприятие

### Кассовые сборы
«Джокер» собрал 335,5 млн долларов в США и Канаде и 738 млн в других странах, что в итоге вместе составило сумму в $1,074 миллиарда. Картина стала шестым кассовым фильмом 2019 года и самым кассовым фильмом с рейтингом R всех времён, а также первым фильмом с рейтингом R, который вообще собрал миллиард. С точки зрения соотношения бюджета фильма в 55 млн долларов, фильм также стал самым прибыльным фильмом, основанным на комиксах. Deadline.com оценил чистую прибыль «Джокера» в 437 млн, учитывая все расходы и доходы.
В августе 2019 года аналитик Шон Роббинс написал, что за первый уик-энд «Джокер» соберёт 60-90 млн долларов в Северной Америке. После премьеры Роббинс вновь предсказал, что картина соберёт 70-95 млн по всему США. Позже, когда сумма возросла до 85-105 млн, Шон предположил, что «Джокер» может стать первым релизом октября, который заработает более 100 млн и превзойдёт рекорд «Венома», установленный в 2018 году. Однако старший медиа-аналитик Comscore Пол Дергарабедян считал, что фильм заработает лишь не более 50 млн, потому что фильм «совсем не типичный». За три недели до его выхода, многие спрогнозировали, что на первой неделе проката «Джокер» заработает от 65 до 80 млн долларов, некоторые оценили в 90 млн. После выхода, компания Atom Tickets заявила, что предпродажные итоги картины опережают «Венома», «Оно 2» (91,1 млн), и что фильм стал вторым бестселлером с рейтингом R 2019 года после третьей части «Джона Уика».
Премьера «Джокера» состоялась в 4374 кинотеатрах в Северной Америке и за первый день заработал почти 40 млн долларов, включая 13,3 млн с вечерних сеансов в четверг, обойдя соответствующие рекорды «Венома». Картина побила рекорд фильма Marvel по самому большому октябрьскому релизу, завершив уик-энд со сборами в 96,2 млн, установив карьерные рекорды для Хоакина Феникса, Тодда Филлипса и Роберта Де Ниро и став четвёртым по величине дебютом для фильма с рейтингом R всех времён. «Джокер» стал также крупнейшим дебютом Warner Bros. за два года. Во второй уик-энд фильм упал всего лишь на 41,8 % до 55,9 млн, оставшись на первом месте и отметив лучший результат второго октябрьского уик-энда (превзойдя фильм Альфонсо Куарона «Гравитация» в 2013 году). В третий уик-энд фильм заработал 29,2 млн и 19,2 млн в четвёртый, заняв впоследствии второе место после «Малефисенты: Владычицы тьмы».
По всему миру картина, по слухам, должна была заработать примерно 155 млн долларов, включая 75 млн из 73 заморских территорий. За первый день «Джокер» заработал 5,4 млн в четырёх странах и 18,7 млн в 47 странах во второй. В общей сложности за два дня сборы фильма составили 24,6 млн. Он превзошёл ожидания, заработав 140,5 млн на заморских территориях и 234 млн по всему миру. Самых крупных показателей достигли Южная Корея (рекордные 16,3 млн), Великобритания (14,8 млн), Мексика (13,1 млн) и Япония (7 млн). Благодаря этому, «Джокер» стал самым большим фильмом, вышедшим в октябре по всему миру. Во второй уик-энд мировые сборы картины составили 125,7 млн, а в третий — 77,9 млн. В этот момент многие ведущие аналитики заявили, что картина станет самым кассовым фильмом с R в истории, а некоторые предсказали ему миллиард в прокате. «Джокер» действительно стал самым кассовым фильм с R-рейтингом в четвёртый уик-энд — к этому времени он собрал 47,8 млн за рубежом и перевалил отметку в миллиард примерно за один месяц до своего релиза в кинотеатры.

### Реакция критиков

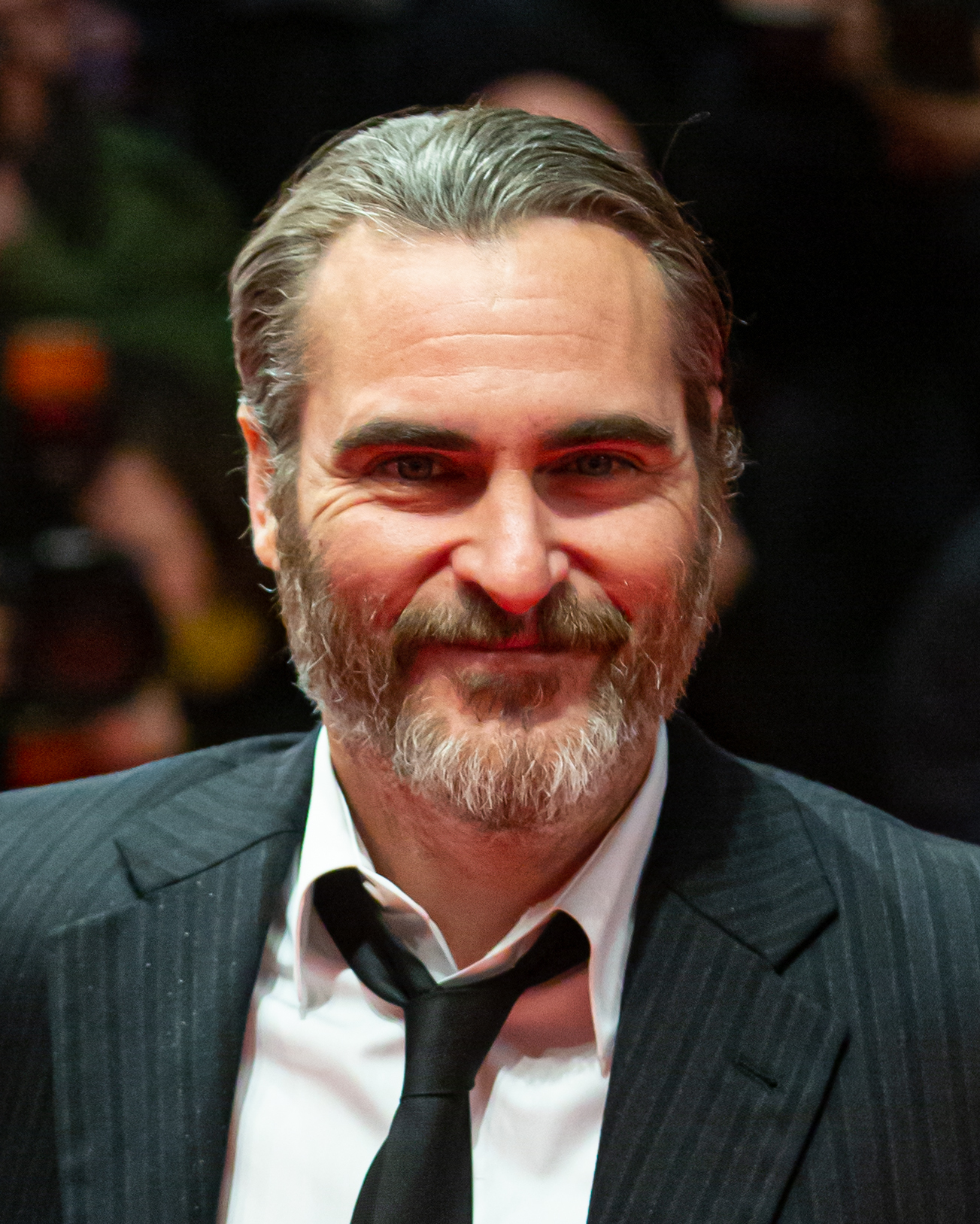
Актёрская игра Хоакина Феникса получила всеобщее признание как со стороны кинокритиков, так и со стороны зрителей. За свой перформанс Хоакин выиграл первый в карьере «Оскар», а также ряд других наград, став вторым актёром после Хита Леджера, выигравшим награды за роль Джокера

Сайт-агрегатор отзывов кинокритиков Rotten Tomatoes присвоил фильму 68 % на основе 577 рецензий со средним рейтингом 7,34/10 с критическим консенсусом: «„Джокер“ даёт своему печально известному центральному персонажу пугающе правдоподобную историю происхождения, которая служит блестящей витриной для его звезды — и тёмной эволюцией для кино, вдохновлённого комиксами». Metacritic же дал «Джокеру» лишь 59 баллов, основанных на 60 отзывах критиков, что указывает на «смешанные отзывы». Зрители, опрошенные CinemaScore, присвоили картине рейтинг «B+» по шкале от «A+» до «F», в то время как зрители PostTrak дали ему положительные 84 % и 60 % «определённых рекомендаций».
Марк Кермуд из The Observer оценил фильм на четыре звезды из пяти, заявив, что «у „Джокера“ есть козырь в рукаве в лице завораживающего Хоакина Феникса». Джим Вейвода из IGN оценил «Джокера» максимальным баллом: «Фильм работает так же хорошо, как и захватывающее исследование персонажей без каких-либо его атрибутов DC Comics; блестящий фильм о вселенной Бэтмена, это глазурь на торте фаната Бэтмена». Он нашёл в фильме мощную и тревожную аллегорию на современное пренебрежение общества, а также назвал актёрскую игру Хоакина Феникса «захватывающей» и «достойной Оскара». Точно такого же мнения оказался и Ксан Брукс из The Guardian, присвоивший фильму максимальную оценку, оценив ещё то, как Тодд Филлипс использовал элементы фильмов Мартина Скорсезе для создания оригинальной истории персонажа. Оуэн Глейберман из Variety писал: «Феникс поразителен, он как психически больной выродок, ставший убийцей-клоуном Джокером. Это редкий фильм комиксов, который показывает то, что происходит в реальном мире».
Критик Брэндон Дэвис назвал картину новаторской адаптацией комиксов, назвав её более страшной, чем большинство фильмов ужасов 2019 года. Дэвис также благосклонно сравнил его с фильмом Кристофера Нолана «Тёмный рыцарь» 2008 года. Пит Хэммонд из Deadline Hollywood считает, что фильм переопределил образ Джокера и от него «невозможно избавиться», оценив сюжет и постановку. Резюмируя, Хэммонд описал «Джокера» как «бравурное произведение кинематографа, которое говорит с миром, в котором мы живём сегодня, а это делают лишь немногие фильмы». Питер Трэверс из Rolling Stone сказал, что у него просто не было слов, чтобы описать актёрскую игру Хоакина Феникса, назвав фильм «просто потрясающим».
Дэвид Эрлих из IndieWire присвоил фильму «C+», заявив, что «Джокер» — самый смелый и захватывающий супергеройский фильм со времён «Тёмного рыцаря». Эрлих отметил, что фильм без сомнений порадует поклонников DC Comics и похвалил перформанс Хоакина Феникс, но раскритиковал режиссуру Филлипса и отсутствие оригинальности. Куда более отрицательно оценил картину Гленн Кенни из сайта RogerEbert.com, давший фильму лишь две звезды из четырёх. Несмотря на актёрскую игру и хорошую историю, критик разругал социальный посыл фильма и режиссуру. В разборе «Джокера» как персонажа, критик Саджеш Мохан написал, что картина, по его мнению, до ужаса клиширована и неоригинальна; единственное, что критик отметил в фильме — актёрскую игру Феникса. «Фильм с болью и в деталях показывает, как Артур Флек превращается в Джокера, удручённого тем, как мир относится к нему. Благодаря Филлипсу и Сильверу, у Феникса получился король среди всех Джокеров» — говорится в анализе.
Стефани Захарёк из журнала Time в своём негативном отзыве назвала перформанс Феникса чрезмерно чувствительным, отметив, что Тодд Филлипс пытался «дать нам фильм про пустоту нашей культуры». Однако сюжет, по её мнению, «был хорошим только для глупых подростков», а также назвала философию «Джокера» «фальшивой». Между тем, Глен Уэлдон из NPR посчитал, что фильму не хватает инноваций, а сочувствующий взгляд Джокера был «дико неубедительным» и описал персонажа Феникса как слишком отклоняющегося от комиксов. Питер Брэдшоу из The Guardian назвал картину «самым разочаровывающим фильмом года». Похвалив игру Феникса и первую половину фильма, он раскритиковал развитие политических тем и в целом назвал его слишком вторичным, копирующий разные фильмы Мартина Скорсезе.
От российских критиков фильм получил более положительный приём. В своих двух положительных рецензиях на «Искусство кино» и «Meduza», Антон Долин в первую очередь отметил уникальность проекта Филлипса: «„Джокер“ Тодда Филлипса хорош настолько, насколько вы мечтали, а может даже лучше. Самый пограничный и радикальный проект, когда-либо выросший из мифологии мейнстримных комиксов, и первый кинокомикс в конкурсе европейского фестиваля класса „А“ доходит до опасного предела, за которым не хватит и рейтинга 18+» — говорит критик в обзоре «Meduza». Дмитрий Шепелёв из «Игромании» оценил «Джокера» положительно, назвав картину умной, эмоциональной и выдающейся как в техническом, так и в плане актёрской игры, а также выдвигающей экранизации комиксов далеко вперёд. Фильм был высоко оценён Вадимом Елистратовым из «DTF»: «Если судить с чисто эстетической точки зрения, то „Джокер“ — это феноменально красивое кино, любовное послание к раннему Скорсезе, которое неожиданно родилось из комиксов DC, и пиршество безупречной эстетики, которую в последнюю очередь ждёшь от студийного кино. Но по смыслу „Джокер“ — не столько история или законченное высказывание, сколько угрожающий замах топора или зажжённый фитиль бомбы. Это ощущение на удивление удачно резонирует с характером главного героя. И только вы сами можете решить — гениально это или отвратительно». Этот же портал позже ещё выше оценил «Джокера»: «Это фильм о невысказанных чувствах, которые копятся и ведут к неизбежному срыву». Виктория Савина из российского подразделения IGN Russia поставила ленте 10 баллов из 10, отметив в качестве плюсов идеальный саундтрек, игру Феникса и его реалистичный образ, поднятие актуальных социально-политических тем, угнетающую атмосферу и радикальность, приближённую к комиксам DC.
Ибрагим Аль Сабахи из «Канобу» назвал «Джокера» простой и претенциозной драмой про неудачника, который перешёл черту под давлением невзгод. Он отметил, что большую часть фильма Джокер отсутствует, а вместо него — медленно сходящий с ума Артур Флек, а во всём, что он делает, нет безумия. «Комсомольская правда» также отметила отсутствие Джокера, который не сможет противостоять Бэтмену в будущем.
Бывший министр культуры Российской Федерации Владимир Мединский оценил картину негативно, заявив, что ни один фильм по комиксам не вызывал у него такую бурю негативных эмоций, как «Джокер». Мединский также добавил, что такой фильм никогда бы не получил финансовой поддержки Министерства культуры. Но, несмотря на многочисленные просьбы россиян запретить ленту в стране, министр не нашёл причин запрещать её в России. Однако во время протестов, посвящённых гибели Джорджа Флойда, Владимир в своём Instagram опубликовал видео со сравнением финальных кадров картины с реальным роликом с протестов в США.

### Реакция знаменитостей и зрителей
Несмотря на противоречивую реакцию со стороны критиков, «Джокер» получил признание среди зрителей. На данный момент фильм занимает 72-е место в Топ-250 лучших фильмов по версии IMDb с оценкой 8,3 и 324-е — в аналогичном расширенном списке от КиноПоиска с оценкой 8,0 (а также 216-е место в Топ-250 до 2020 года). Пользовательская оценка Metacritic составляет 9,0, что по критериям сайта является «всеобщим признанием».
Фильм также получил признание со стороны знаменитостей. Главный креативный директор DC Comics Джим Ли похвалил картину, назвав её «напряжённой и эмоциональной». Он также остался верен персонажу Феникса, несмотря на его отклонение от канона. Актёр Марк Хэмилл, который озвучивал Джокера в видеоиграх и мультсериалах, сказал, что фильм блестяще переосмыслил персонажа, и дал ему «два больших пальца вверх». Режиссёр-документалист Майкл Мур назвал картину «кинематографическим шедевром», отметив, что персонаж Феникса и сам фильм «опасны для общества, если люди его не видят». Джош Бролин, игравший Таноса в Кинематографической вселенной Marvel, назвал фильм мощным со следующими словами: «Чтобы понять и оценить „Джокера“, вы должны сами пройти через что-то травмирующее в своей жизни (и я верю, что большинство из нас это прошли), либо понять где-то в глубине души, что такое сострадание». Винсент Д’Онофрио, играющий Уилсона Фиска в той же Киновселенной Marvel, похвалил перформанс Хоакина в Твиттере, написав, что он «заслужил абсолютно всё за свою роль». Джессика Честейн также отметила игру Феникса: «Это один из самых величайших актёрских бенефисов, который я когда-либо видела». Фиби Уоллер-Бридж высоко оценила «Джокера»: «Я думаю, что причина, по которой люди чувствовали себя так неловко во время просмотра фильма, заключается в том, что он слишком правдив и груб. Я смотрела его и думала про себя: „Боже, если бы этот фильм вышел через год после того, как Обама стал Президентом США, я не думаю, что мы бы так волновались об этом“». Картина также привела в восторг одного из режиссёров самого кассового фильма «Мстители: Финал» Джо Руссо. Джо назвал «Джокера» настоящим произведением искусства и важным посланием к социуму.
Режиссёр Дэвид Финчер раскритиковал фильм в интервью The Telegraph, посчитав, что «Джокер» не был бы успешен, если бы не «Тёмный рыцарь» Кристофера Нолана, а персонажа Хоакина Феникса он назвал «предателем душевнобольных». «Да, давайте возьмём таксиста Трэвиса Бикла и короля комедии Руперта Папкина и объединим их в одного персонажа, а потом сделаем его предателем психически больных людей и выложим это для миллиарда долларов» — сказал режиссёр «Бойцовского клуба». Первоначальный продюсер фильма Мартин Скорсезе в интервью The New York Times рассказал, что думает о фильме Тодда Филлипса: «Я видел отрывки из фильма. Я знаю его. Но всё равно, зачем мне это нужно? Я всё понял. Всё нормально». Квентин Тарантино высказался о фильме нейтрально, подвергнув его критике за слишком сильную схожесть с фильмами Скорсезе, а в качестве плюсов он выделил сцену убийства Мюррея Франклина в прямом эфире.

### Признание
Перформанс Хоакина Феникса в фильме принёс актёру множество наград, в частности премию «Оскар» за лучшую мужскую роль, BAFTA в той же категории, премию «Золотой глобус» за лучшую мужскую роль в драматическом фильме и премию Гильдии киноактёров США. Данный фильм стал первым в карьере Феникса, за который он получил «Оскар», BAFTA и Премию Гильдии киноактёров США — до этого он три раза был номинирован на «Оскар» и BAFTA, и четыре на Премию Гильдии киноактёров, но все номинации были проиграны.
«Джокер» на 92-й церемонии вручения премии «Оскар» получил две награды: лучшая мужская роль (Феникс) и лучшая музыка (Хильдур Гуднадоуттир). В общей сложности, фильм был номинирован на 11 номинаций, включая категорию Лучший фильм, побив рекорд «Тёмного рыцаря» для фильмов по комиксам. На 73-й церемонии вручения наград премии BAFTA картина выиграла три номинации из тех же одиннадцати: лучшая мужская роль, лучший саундтрек и лучший кастинг. На 77-й церемонии премии «Золотой глобус» «Джокер» стал лауреатом в двух категориях: лучшая мужская роль в драматическом фильме и лучшая музыка.
На 26-й церемонии вручения премии Гильдии киноактёров США Хоакин Феникс получил награду за лучшую мужскую роль, а фильм же был номинирован за лучший каскадёрский состав. Картина также выиграла Золотой лев на 76-м Венецианском кинофестивале, став первым кинокомиксом, получившим главный приз на кинофестивалях.
Однако фильм был номинирован на антипремию «Золотая малина» в особой категории «Наихудшее безрассудное пренебрежение к человеческой жизни и общественной собственности», проиграв боевику «Рэмбо: Последняя кровь».
Тем не менее, по итогам года многие издания, в том числе Empire, Esquire, IndieWire, Insider, Marie Claire, «Кинопоиск», The Village, «Медуза», РИА «Новости» внесли «Джокера» в список лучших фильмов 2019 года. «Мир фантастики» и NME назвали его лучшим фильмом года.

## Затронутые темы и анализ фильма
«Джокер» раскрывает темы про психические расстройства и их последствия. Образ Джокера некоторыми психологами был описан как напоминающий тех, кто совершает массовые убийства по всем США. Вейвода Хаммонд и Кристина Ньюленд из The Guardian назвали фильм как предостерегающую историю — невежество общества в отношении более бедных людей создаст такого человека, как Джокер. Стивен Кент, журналист из политического журнала Washington Examiner, описал Артура Флека как смешение общих аспектов массовых убийц, и интерпретировал его как напоминание о том, что общество пронизано такими людьми, как Артур. Журналист из марксистской газеты People's World Чонси К. Робинсон сказал, что фильм «проходит тонкую грань между исследованием и проверкой» характера Джокера, и в конечном счёте, персонаж является «жертвой сломанной системы, которая создаёт своих собственных монстров».
Некоторые специалисты выразили мнение, что сочувственный взгляд на Джокера как маньяка-убийцы может вдохновить на насилие и подобные действия в реальности. Ричард Лоусон из Vanity Fair заметил, что «Джокер» «слишком сильно сочувствует белым мужчинам, совершающим отвратительные преступления», и что представленные в картине социально-политические темы являются «злом, которые гораздо подходят тем людям, которые стреляют и убивают в школах, церквях, концертах, они жаждут и завидуют им». Джим Джерати из National Review в своём разборе писал, что обеспокоен тем, что определённая часть озлобленных, параноидальных и эмоционально неустойчивых людей США увидит, как Хоакин Феникс впадает в безумие и желает отомстить обществу, причинив серьёзную боль большому количеству людей, воскликнет: «Наконец-то кто-то меня понимает!». А независимый критик Майкл Шиндлер же написал: «Наконец-то меня кто-то понял!», соглашаясь с тем, что «Джокер» изображает сочувственную фантазию об исполнении желаний (опираясь на идеи Зигмунда Фрейда и Жака Лакана), также отметив, что фильм может превентивно подавить насилие в реальном мире.
Британский нейрокриминолог и психоаналитик Адриан Рейн был впечатлён тем, насколько точно «Джокер» описывает психологию убийцы. В интервью Vanity Fair он описал фильм как «отличный образовательный инструмент» и заявил, что будет представлять его на своих занятиях. Психиатр Камран Ахмед из картины выделил такой фактор, как жестокое обращение с родителей с ребёнком — в детстве Джокера партнёр его матери нанёс ему травму головы, из-за чего и могли развиться его душевные расстройства. Американский психиатр Имани Уокер, которая много лет работает с жестокими преступниками с заболеваниями, проанализировала явные психические расстройства и обстоятельства Джокера, но также отмечает, что до своего превращения в злодея, Артур всячески пытался получить помощь. Она говорит об Артуре, а также о других людях, живущих в бедности и страдающими психическими отклонениями: «Мы, как общество, даже не замечаем, что они настоящие люди. Вот об этом рассказывает фильм. У него никогда не было шанса».
Управляющий директор социалистического журнала Jacobin Мика Утрихт высказал своё мнение в The Guardian, что тот был шокирован тем, что СМИ и критики не поняли посыл фильма: «Мы получили довольно прямое осуждение американской экономии: как она оставляет уязвимых страдать без необходимых им ресурсов, и ужасные последствия для остального общества, которые могут возникнуть». Камран Ахмед также подчеркнул отсутствие финансирования для служб психического здоровья по всему миру.
Российский психолог Анна Родионова в своём психологическом анализе фильма отмечает, что Артур в фильме страдает клинической депрессией, у него нарушение привязанности и явные признаки шизофрении. На формирование того самого Джокера, по её мнению, сыграло физическое и психологическое насилие, а само общество обострило и зацепило тот спусковой крючок убийцы Джокера, который был заложен и сформирован с детства в семейной системе Артура Флека.

## Культурное влияние
Во время мероприятия Движения пяти звёзд в октябре 2019 года итальянский политик и комик Беппе Грилло выступил со своей речью в гриме Джокера Феникса. Персонаж Хоакина также как и в фильме стал своеобразным символом антиправительственных протестов по всему миру. Во время протестов в Ливане группа художников нарисовала фреску с Джокером, держащего коктейль Молотова, а также появились сообщения, что во время антиправительственных восстаний в Бейруте неизвестные разрисовали одну из станций лицами Феникса в его образе. В чилийском городе Лос-Анхелес во время протестов в Чили фраза «Мы все клоуны», принятая мятежниками Готэм-Сити в «Джокере», была написана у подножия одной из статуй. В Гонконге протестующие бросили вызов против власти, которые запрещали ношение масок. Они надели маски вымышленных персонажей, и одним из них был Джокер. Во Франции во время Движения жёлтых жилетов пожарные раскрасили свои лица в грим Джокера Феникса и подожгли себя, сражаясь на улицах против полиции.
Одно из главных мест, показанных в фильме, стала лестница в Бронксе, Нью-Йорк. После выхода картины, эта лестница была названа «Лестницей Джокера» и стала одной из главных туристических достопримечательностей, а также предметом пародий и интернет-мемов. Люди стали снимать многочисленные косплеи танца и образа Феникса на этой лестнице. Вдобавок, грим и костюм персонажа Хоакина Феникса использовался в некоторых программах — в частности в российской передаче «Однажды в России», а также в «Ледниковом периоде», где Роман Костомаров и Регина Тодоренко станцевали на льду в образах Джокера и Софи Дюмон.

## Сиквел
«Джокер» задуман как оригинальный и самостоятельный фильм без продолжений, однако студия Warner Bros. планирует снять ещё четыре подобных фильма, не имеющих никакого отношения к Расширенной вселенной DC и ещё более мрачных и экспериментальных. Но в то же время, режиссёр Тодд Филлипс сказал, что был бы заинтересован в создании сиквела: всё зависит от производственных процессов потенциального продолжения и интереса Феникса к роли Артура. Позже он уточнил: «Фильму не нужно продолжение. Мы всегда его ставили как единый фильм. Это всё». В октябре 2019 года Хоакин Феникс дал интервью Питеру Трэверсу, в котором поговорил о возможном возвращении к роли Артура. «Я не могу перестать думать об этом… Если есть что-то ещё, что мы можем сделать с Джокером — это может быть интересно». А заключил он свою мысль так: «Это не то, что я действительно хотел сделать до работы над фильмом. Я не знаю, что ещё можно сделать… Куда мы можем пойти с этим персонажем».
20 ноября 2019 года The Hollywood Reporter объявил, что сиквел «Джокера» уже находится в разработке и что Филлипс, Скотт Сильвер и Феникс возвращаются к своим должностям. Deadline Hollywood в тот же день опровергнул эту новость, заявив, что переговоров по поводу продолжения даже не было. Филлипс ответил на все эти сообщения, сказав, что всё-таки обсуждал возможный сиквел со студией Warner Bros., однако продолжения так и не будет. Тодд также заявил, что действия предстоящего фильма «Бэтмен» с Робертом Паттинсоном в главной роли и его «Джокера» происходят в разных временных линиях. Во время интервью Variety Тодд Филлипс выразил заинтересованность в создании спин-оффа, посвящённого Бэтмену: «Это прекрасный Готэм. Что я бы хотел увидеть, так это то, как выглядит Бэтмен в этом Готэме. Я не говорю, что собираюсь снимать фильм о нём. Мне просто интересно о включении Бэтмена в наш фильм. Как Бэтмен спасёт этот город? Вот и всё, что я имел в виду».
В конце 2020 года стало известно, что планы создания сиквела «Джокера» всё-таки существуют. События фильма развернутся, в частности, в больнице Аркхем. В мае следующего года The Hollywood Reporter подтвердил, что сиквел находится на стадии задумки; режиссёром и сценаристом вновь выступит Тодд Филлипс.